# Vino, Grosuplje
Vino este o localitate din comuna Grosuplje, Slovenia, cu o populație de 120 de locuitori.